# Konfekt
Konfekt er slik eller bagværk, à la petits fours, sædvanligvis lavet af marcipan, chokolade, nødder, nougat og andet. Laves som regel i hånden, og fremstillingen er for mange danskere en tilbagevendende hyggelig og social begivenhed op til jul.
Typisk konfekt består af små marcipansnitter, der er lagt i lag.
Konfekt kan købes færdiglavet.

## Eksempler på producenter
af chokolade og andre konfektprodukter
- Odense Marcipan
- Anthon Berg
- Ferrero
- Toms